# Vouneuil-sous-Biard
Vouneuil-sous-Biard is een gemeente in het Franse departement Vienne (regio Nouvelle-Aquitaine) en telt 4341 inwoners (2004). De plaats maakt deel uit van het arrondissement Poitiers.

## Geschiedenis
In 1819 werd de gemeente Biard aangehecht bij de gemeente Vouneuil-sous-Biard. Deze fusie werd ongedaan gemaakt in 1847 toen Biard opnieuw zelfstandig werd.

## Geografie
De oppervlakte van Vouneuil-sous-Biard bedraagt 26,0 km², de bevolkingsdichtheid is 167,0 inwoners per km².
De onderstaande kaart toont de ligging van Vouneuil-sous-Biard met de belangrijkste infrastructuur en aangrenzende gemeenten.

## Demografie
Onderstaande figuur toont het verloop van het inwonertal (bron: INSEE-tellingen).